# Чупаховский сахарный завод
Чупаховский сахарный завод — предприятие пищевой промышленности в посёлке городского типа Чупаховка Ахтырского района Сумской области, прекратившее своё существование.

## История
Сахарный завод в селе Чупаховка Чупаховской волости Лебединского уезда Харьковской губернии Российской империи был построен в 1851 году. Изначально это было мелкое примитивное предприятие, основанное на использовании ручного труда и производившее 120-150 пудов сахара в год.
В 1870е-1880е годы завод был реконструирован, оснащён новым оборудованием и превращён в крупное предприятие, в конце 1880х годов производительность составляла свыше 200 тыс. пудов сахара за сезон, численность работников превышала 400 человек, а кроме предприятия акционерному обществу принадлежало 3700 десятин для выращивания сахарной свеклы. Однако условия работы на заводе были тяжёлыми, а оплата труда - низкой.
После расстрела правительственными войсками рабочей демонстрации в Санкт-Петербурге 9 января 1905 года рабочие завода начали забастовку, выдвинув политические и экономические требования. В результате, заводская администрация сократила продолжительность рабочего дня с 13 до 10 часов и немного увеличила размер зарплаты.
После начала первой мировой войны часть рабочих была мобилизована в действующую армию, вместо них на работу были приняты подростки.

### 1917 - 1991
В конце декабря 1917 года в Чупаховке была установлена Советская власть. В начале января 1918 года рабочие завода избрали коллегию, которой было поручено управление заводом, установили на предприятии 8-часовой рабочий день, организовали отряд охраны, а на землях экономии создали совхоз. Но в конце марта 1918 года Чупаховку оккупировали австро-немецкие войска (которые оставались здесь до ноября 1918 года). Часть рабочих сахарного завода вступила в РККА и ушла в партизанский отряд братьев Х. и А. Фроловых. В дальнейшем, до декабря 1919 года село находилось в зоне боевых действий гражданской войны.
В первой половине 1920 года завод полностью отремонтировали, обеспечили топливом и подготовили к сезону сахароварения. В феврале 1921 года в результате объединения завода и обеспечивающего его сырьём совхоза был создан Чупаховский сахарный комбинат.
10 мая 1921 года Чупаховку захватила банда махновцев, которая разграбила сахарный завод и его склады, но уже на следующий день была выбита из села.
Для повышения квалификации кадров в 1923 году при заводе была организована школа фабрично-заводского обучения.
К концу 1924 года сахарный завод достиг довоенного объема выпуска продукции, а в 1927 году - превысил производство сахара на 50%. В ходе индустриализации СССР при комбинате была создана конно-тракторная станция (в 1931 году преобразованная в районную МТС).
В 1932 году началось строительство узкоколейки, которая соединила завод с селом Камыши, а в следующем году - с Ахтыркой, это решило проблемы с подвозом сырья и вывозом готовой продукции. Производство сахара увеличилось с 5,71 тыс. тонн в 1932 году до 22 тыс. тонн в 1938 году.
Перед началом войны в 1941 году завод перерабатывал 10,4 тыс. центнеров сахарной свеклы в сутки.
После начала Великой Отечественной войны в связи с приближением линии фронта сахарный завод был эвакуирован в посёлок Беково Пензенской области РСФСР.
С начала октября 1941 до 23 февраля 1943 года село было оккупировано немецкими войсками. В условиях оккупации в марте 1942 года в селе начала действовать советская подпольная группа (в состав которой входили рабочие сахарного завода Овчаров, Шумило, Бойко, Литвиненко и Волошенко), но её участники были выявлены и расстреляны.
Восстановление сахарного завода началось в 1943 году, из государственного бюджета СССР на это было выделено 2 млн. рублей, и первую продукцию завод дал уже в сезоне сахароварения 1943/1944 гг. В феврале 1944 года работники завода пожертвовали свыше 200 тысяч рублей на строительство танковой колонны.
В 1944 году был восстановлен свеклосовхоз, в 1946 году заводская автоколонна получила 25 автомашин, и уже в 1947 году завод перевыполнил производственный план.
В 1950 году завод перерабатывал 10 тыс. центнеров сахарной свеклы в сутки.
В 1960 году началась реконструкция завода, в ходе которой были установлены новые насосы, прессы, вакуум-фильтры и иное оборудование, изготовленное в РСФСР, Белорусской ССР, Узбекистане и Молдавии.
В 1967 году на предприятии был открыт музей трудовой славы Чупаховского сахарного комбината.
В целом, в советское время сахарный комбинат являлся крупнейшим предприятием Чупаховки.

### После 1991
После провозглашения независимости Украины комбинат перешёл в ведение государственного комитета пищевой промышленности Украины, а в дальнейшем разделен на сахарный завод и свеклосовхоз.
В июле 1995 года Кабинет министров Украины утвердил решение о приватизации сахарного завода и свеклосовхоза, после чего государственное предприятие было реорганизовано в открытое акционерное общество.
В июне 1999 года Кабинет министров Украины передал завод и обеспечивавший его сырьём свеклосовхоз в коммунальную собственность Сумской области.
В мае 2004 года днепропетровская инвестиционная группа "Интерпайп" продала завод компании ООО "Сумыагросахар".
В 2008 году завод уже не функционировал.

Сахарный завод после закрытия

## Современное состояние
Завод разрушен полностью, осталась только заводская труба, используемая в качестве вышки сотовой связи.
Рядом с заводом до 2003 года проходила узкоколейная железная дорога. В 2003 году рельсы были демонтированы и настоящий момент осталась лишь насыпь.